# Липкин, Валерий Михайлович
Валерий Михайлович Липкин (род. 4 апреля 1942, Беловодское, Фрунзенская область) — российский учёный-биолог, член-корреспондент РАН.

## Биография
Родился в 1942 году в селе Беловодское Московского района Фрунзенской области Киргизской ССР.
В 1964 году окончил Московский химико-технологический институт имени Д. И. Менделеева по специальности инженер-технолог, химия.
С 1965 года работает в Институте биоорганической химии РАН.
В 1982 году защитил докторскую диссертацию.
В 1986 году возглавил лабораторию белков гормональной регуляции.
В 1987—2004 годах был руководителем филиала Института биоорганической химии в г. Пущино, в 1987—2008 годах был заместителем директора Института.
В 1989 году присвоено учёное звание профессора.
В 2000 году был избран член-корреспондентом РАН по Отделению биологических наук.
Преподаёт на БиоМедФарм Технологическом факультете Пущинского естественно-научного института.

## Научные достижения
Занимается исследованием белков, включенных в процессы трансмембранной передачи сигналов, дифференцировки и апоптоза клеток. Является ведущим специалистом в области химии белков и пептидов.

## Награды
- Премия Ленинского комсомола (в составе группы, за 1975 год) — за работу по первичной структуре цитоплазматической АсАт
- Государственная премия СССР (в составе группы, за 1982 год) — за цикл работ по структуре и генетике РНК-полимеразы (1968—1980)
- Премия имени Ю. А. Овчинникова (совместно с П. П. Филипповым, за 1997 год) — За цикл работ «Структура и механизмы функционирования зрительных белков: cGMP-фосфодиэстераза и рековерин»
- Орден Дружбы народов (1981)